# Osttimoresische Fußballnationalmannschaft (U-19-Frauen)
Die osttimoresische Fußballnationalmannschaft der U-19-Juniorinnen ist eine Auswahlmannschaft der Federação Futebol Timor-Leste (FFTL), die den südostasiatischen Inselstaat Osttimor auf internationaler Ebene bei Länderspielen gegen Mannschaften anderer nationaler Verbände vertritt. Im August 2014 nahmen die Osttimoresinnen an  der U-19-Südostasienmeisterschaft teil, seither ruht der Spielbetrieb wieder.

## Statistik

### Liste der Länderspiele
| Datum         | Gegner   | Ergebnis   | Austragungsort     |
| ------------- | -------- | ---------- | ------------------ |
| 16. Aug. 2014 | Singapur | 0:4 (0:2)  | Bangkok (Thailand) |
| 18. Aug. 2014 | Thailand | 0:17 (0:7) | Bangkok            |
| 20. Aug. 2014 | Vietnam  | 0:19 (0:7) | Bangkok            |
| 22. Aug. 2014 | Myanmar  | 0:16 (0:5) | Bangkok            |

### Nationalspielerinnen
4 Länderspiele
- Agostinha De Jesus Barros (Monica)
- Agueda De Carvalho Ximenes
- Femania S. Soares Babo (Santos)
- Leonida De Carvalho Cabecadas (Angela)
- Trifonia M. Imaculada Mesquita
- Vanessa F. Pimentel Fernandes

3 Länderspiele
- Diezia Alcina Da Silva Maxanches
- Dilcia Maria Dos Santos
- Godelivia F. M. Martins
- Leonilda Cabral Soares
- Nedia H. Da Costa
- Sonia Gomes Amaral

2 Länderspiele
- Inacia Da Conceicao
- Lucelia M. C. I. S. Fernandes
- Melania F. Do Rego Martins
- Natalia Da Costa
- Natalina A. Nunes Pinto

1 Länderspiel
- Cidalia Freitas Corte Real
- Julia Freitas Belo